# Stroggylocephalus livens
Stroggylocephalus livens är en insektsart som beskrevs av Zetterstedt 1840. Stroggylocephalus livens ingår i släktet Stroggylocephalus och familjen dvärgstritar. Enligt den finländska rödlistan är arten nära hotad i Finland. Arten är reproducerande i Sverige. Artens livsmiljö är öppna fattigkärr. Inga underarter finns listade i Catalogue of Life.